# The Hakkenden
The Hakkenden (jap. THE八犬伝 dt. „Die Legende der acht Hunde[krieger]“) ist eine OVA-Reihe vom Animationsstudio AIC produziert wurde. The Hakkenden ist aufgeteilt in zwei Serien. Die erste mit 6 Episoden erschien 1990/91 und die zweite The Hakkenden – Shinshō (THE八犬伝～新章～, Shinshō = Neues Kapitel) mit 7 Episoden 1993–95.

## Entstehung und Konzeption
The Hakkenden basiert auf dem Epos Nansō Satomi Hakkenden, das Kyokutei Bakin in der ausgehenden Edo-Zeit schuf. Nansō Satomi Hakkenden (南総里見八犬伝) umfasst 106 Bände und gilt als umfangreichstes Werk der klassischen japanischen Literatur.
Der Name Hakkenden bezieht sich auf die Hauptpersonen der Geschichte, die acht Hundekrieger Hakkenshi (八犬士). Die Serie besteht aus drei Hauptteilen: aus dem Prolog, aus der Suche und aus der Auflösung der Geschichte.

## Inhalt
Die Handlung spielt zu Beginn der Sengoku-Zeit in Awa, einer kleinen Provinz in der heutigen Präfektur Chiba. Im Kampf gegen einen dämonischen, übermächtigen Feind erhält der Satomi-Klan unerwartete Unterstützung durch einen Hund, der als Lohn die Tochter des Klanoberhaupts zur Gemahlin fordert und auch erhält. Aus der Verbindung gehen die acht Hundekrieger hervor, die noch als Babys nach der Tötung des Hundes voneinander getrennt werden.
Während der Suche erkennen sich die Hundekrieger daran, dass ihre Nachnamen mit inu (Hund) beginnen, an einem Geburtsmal in Form einer Päonie und an einer Perle mit je einem Schriftsymbol der acht fundamentalen konfuzianischen Werte. Der Schlussteil zeigt den abschließenden Kampf der Hundekrieger im Dienst des Satomi-Klans.